# Dekantace vína

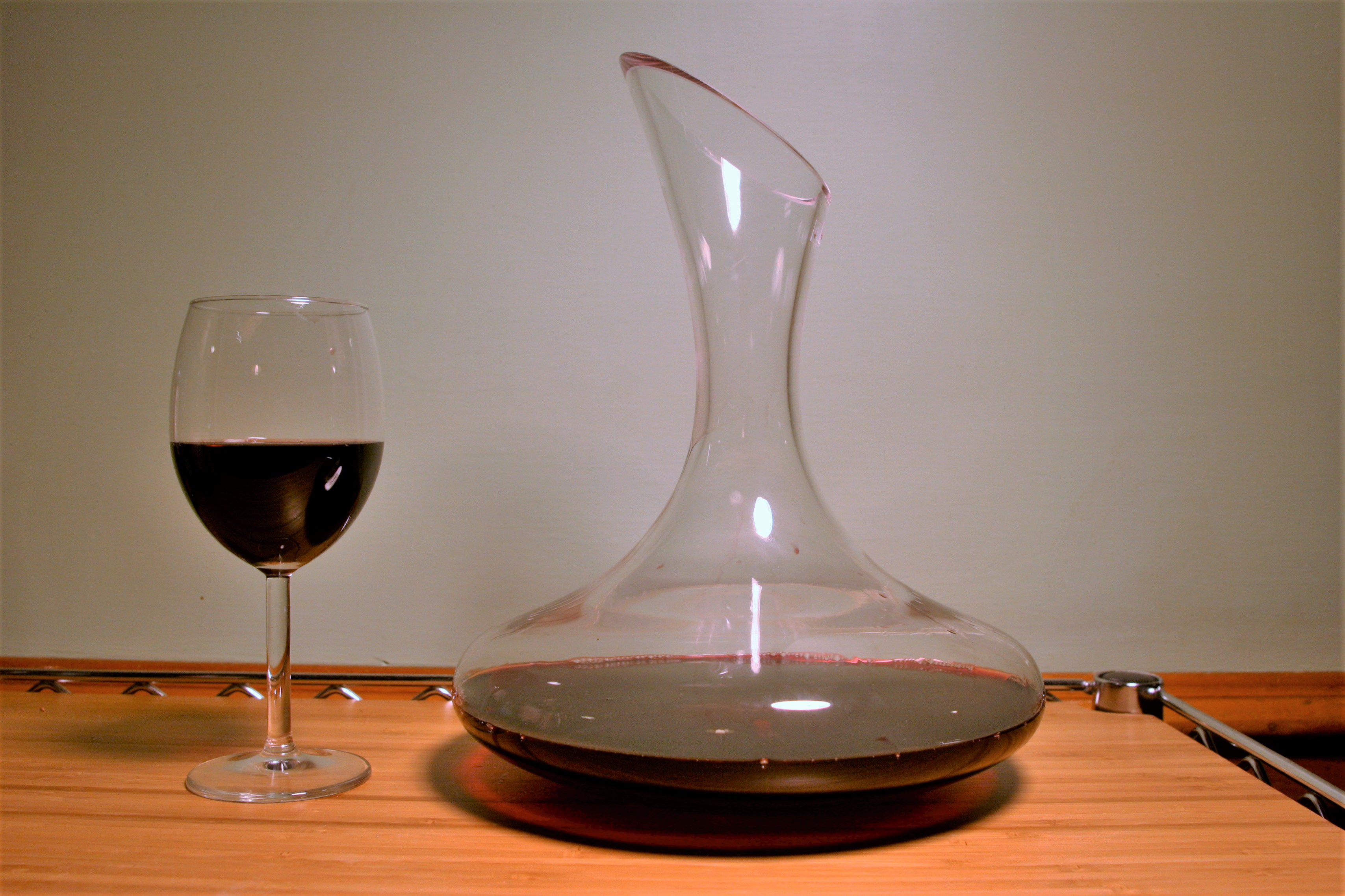
Dekantér na víno

Dekantace vína představuje proces, v němž vinaři odstraňují kal nebo krystalky na dně lahví vína. Usazeninu tvoří zpravidla vysrážené barvy a tanin (depot). Při dekantaci se přelévá víno z lahve do karafy, přičemž se nevylévá všechno víno, ale trochu se v lahvi nechá. Před dekantací se nalije trochu vína do dekantační nádoby, aby se tzv. „zavínila“. Víno z karafy se vylije a přistupuje se k samotné dekantaci. Vinaři často dekantují víno za světla svíčky, aby lépe viděli na pohybující se sedlinu. Dekantace se provádí zejména u archivních vín, a proto by se měla láhev na den až dva před dekantací postavit, aby sedlina klesla na dno lahve.